# US 708
US 708 är en ensam stjärna i Vintergatans halo och i mellersta delen av stjärnbilden Stora björnen. Den har en skenbar magnitud av ca 18,8 och kräver ett  kraftfullt teleskop med kamera för att kunna observeras. Den beräknas den befinna sig på ett avstånd av ca 60 000 ljusår (ca 18 500 parsec) från solen. Den rör sig bort från solen med en heliocentrisk radialhastighet av ca 700 km/s och är en av de mest snabbröreliga stjärnorna i Vintergatan observerad första gången 1982.

## Observation
US 708 upptäcktes 1982 av Peter Usher et al. vid Pennsylvania State University som ett svagt blått objekt i Vintergatans halo. Sloan Digital Sky Survey mätte stjärnan igen 2005.

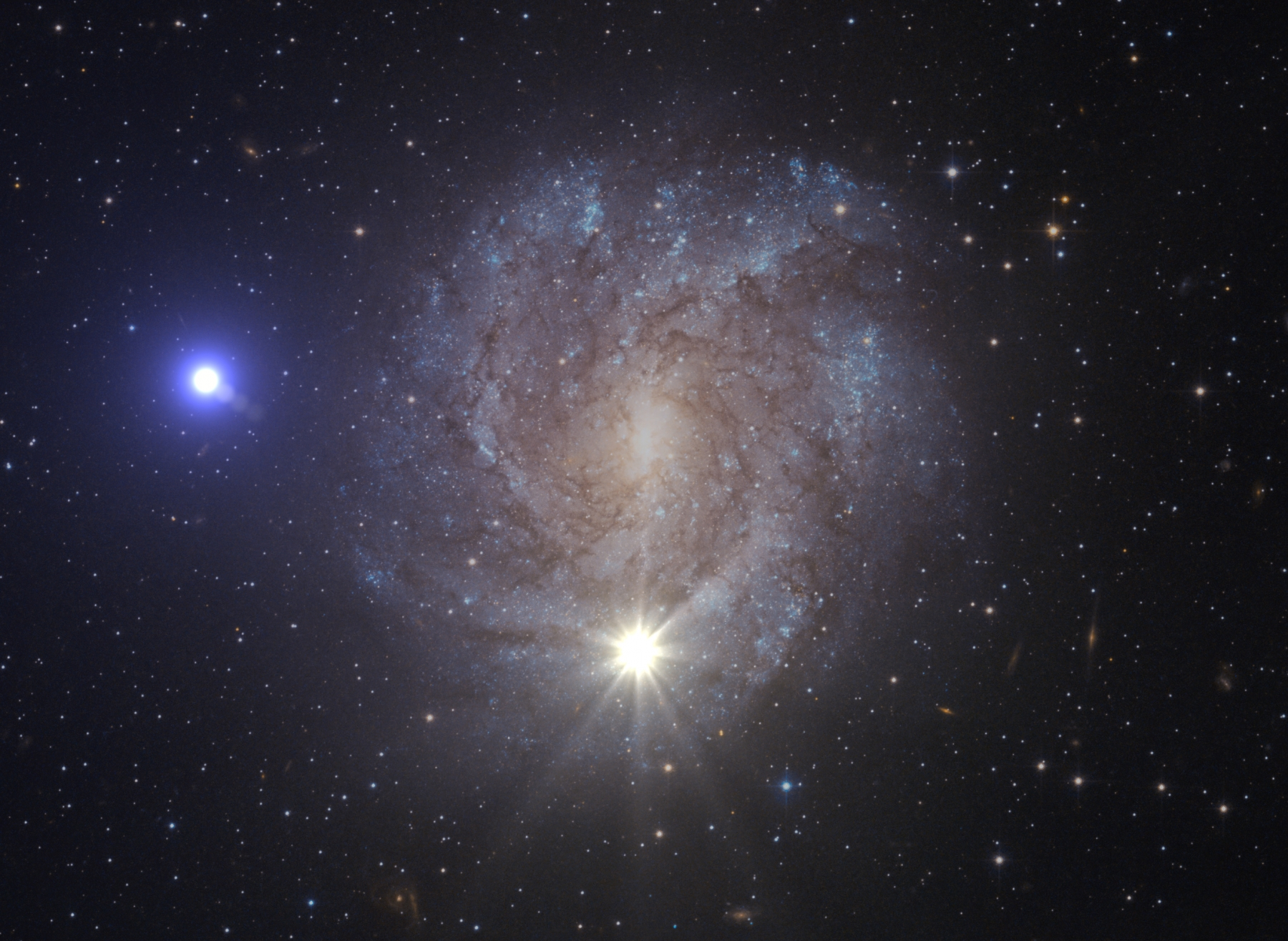
Konstnärens bild av US 708 (den blå stjärnan till vänster)

År 2015 ledde Stephan Geier från European Southern Observatory ett team som rapporterade att stjärnans egenrörelse var 1 200 km/s, den högsta som någonsin registrerats i Vintergatan. Stjärnans höga hastighet misstänktes ursprungligen orsakas av det massiva svarta hålet i mitten av galaxen. Men det har konstaterats att stjärnan måste ha korsat den galaktiska skivan för ungefär 14 miljoner år sedan och den kom alltså inte från galaxens centrum. Därför kan den hastighet som stjärnan nu har kanske inte tillskrivas det svarta hålet. Närmare studier tydde istället på att den hade varit en del av en snäv dubbelstjärna.
Dess följeslagare hade redan gått in i dess stadium av vit dvärg när US 708 gick in i röd jätte-fasen. Deras respektive banor förändrades när följeslagare tog gas från de yttre lagren av US 708. Sedan fick följeslagaren tillräckligt med massa för att bli en supernova, vilket ledde till att US 708 sköts iväg med dess höga hastighet, inte av det svarta hålet i mitten av galaxen. Teamet bakom de nya observationerna antyder att den kretsade kring en vit dvärg som var av ungefär samma massa som solen med en omloppsperiod på mindre än 10 minuter.

## Egenskaper
Stjärnan är en höghastighetsroterande, tät heliumstjärna som antas bildas genom samverkan med en följeslagare i närheten. Dessa stjärnor består av helium, som är en rest av en massiv stjärna som hade förlorat sitt väteskal. Geiers team beskriver stjärnan som den "snabbaste obundna stjärnan i galaxen" och använde Echellette Spectrograph and Imager kopplad till 10-meters Keck II-teleskopet på Hawaii. Dess hastighet överstiger flykthastigheten för vår galax.